# دييغو خافيير مونيوث
دييغو خافيير مونيوث (بالإسبانية: Diego Javier Muñoz)‏ هو دراج إسباني، ولد في 5 أبريل 1974.